# بوب ريد (لاعب كرة قاعدة)
بوب ريد (بالإنجليزية: Bob Reed)‏ هو لاعب كرة قاعدة أمريكي، ولد في 12 يناير 1945 في بوسطن في الولايات المتحدة.